# Martin Wołkow
Martin Wołkow (ur. 1892, zm. ?) – ukraiński działacz społeczny i polityczny, poseł na Sejm IV i V kadencji w II RP, kapłan prawosławny.

## Życiorys
Ukończył prawosławne seminarium duchowne i został proboszczem w Sarnach. Był prezesem Okręgowego Zarządu i członkiem Rady Głównej Wołyńskiego Zjednoczenia Ukraińskiego. Działał także w Towarzystwie Wykładów Naukowych im. Petra Mohyły. W 1935 został posłem na sejm z okręgu 58. O dalszych losach brak danych.